# 長尾鰣
長尾鰣為輻鰭魚綱鲱形目鲱科的其中一種，分布於中西太平洋區，包括馬來西亞、印尼、泰國海域，棲息深度可達50公尺，體長可達52公分，棲息在沿海的迴游性魚類，也會進入河流、河口區，主要以浮游生物為食，可做為食用魚。

## 擴展閱讀
維基物種上的相關：長尾鰣